# Iaspis temesa
Espèce
Iaspis temesa est une espèce de lépidoptères (papillons) de la famille des Lycaenidae et de la sous-famille des Theclinae.

## Dénomination
Iaspis temesa a été décrit par William Chapman Hewitson en 1868, sous le nom initial de Thecla temesa.
Synonyme : Iaspis purpurata Austin & Johnson, 1996.

### Nom vernaculaire
Iaspis temesa se nomme en anglais Temesa Hairstreak.

## Description
Iaspis temesa est un petit papillon aux antennes et aux pattes annelées de blanc et de noir, avec deux fines queues, une longue et une très longue à chaque aile postérieure.
Le dessus du mâle est bleu métallisé finement bordé de marron avec aux ailes antérieures une tache marron proche du milieu du bord costal, celui de la femelle est beige foncé.
Le revers est blanc grisé orné aux ailes antérieures d'une fine ligne postmédiane jaune et aux ailes postérieures d'une fine ligne postmédiane jaune, d'une bande marginale de chevrons gris et de deux gros ocelles jaune pupillés de marron entre les deux queues et à l'angle anal.

## Écologie et distribution
Iaspis temesa est présent à Panama, au Brésil et en Guyane,,.

### Protection
Pas de statut de protection particulier.